# Bernard Fox (Schauspieler)
Bernard Fox (* 11. Mai 1927 in Port Talbot, Wales; † 14. Dezember 2016 in Van Nuys, Kalifornien) war ein walisischer Schauspieler.

## Leben
Fox spielte in zwei Filmen über den Untergang der Titanic mit, so als Colonel Archibald Gracie in James Camerons elffach Oscar-gekröntem Meisterwerk von 1997. Zudem trat er als wiederkehrende Figur in einigen amerikanischen Serien auf, zum Beispiel in Ein Käfig voller Helden (als Col. Crittendon) oder in Solo für O.N.C.E.L. (als THRUSH-Agent Jordin). Er hatte darüber hinaus eine Vielzahl von Gastauftritten, etwa in M*A*S*H, Trio mit vier Fäusten, Columbo oder Knight Rider. Insgesamt war er in mehr als 100 Film- und Fernsehproduktionen zu sehen, zuletzt 2001 in einer Folge der Serie Dharma & Greg.
Bernard Fox war ab 1961 mit seiner Frau Jacqueline verheiratet und hatte zwei Kinder. Sein Onkel war der Schauspieler Wilfrid Lawson.

## Filmografie (Auswahl)
- 1958: Die letzte Nacht der Titanic (A Night to Remember)* 1958: Der Spion mit den zwei Gesichtern (The Two-Headed Spy)
- 1965–1970: Ein Käfig voller Helden (Hogan’s Heroes, Fernsehserie, 8 Episoden)
- 1966: Gespensterparty (Munster go Home)
- 1966: Solo für O.N.C.E.L. (The Man from U.N.C.L.E., Fernsehserie, 3 Episoden)
- 1966: Bezaubernde Jeannie (I Dream of Jeannie, Fernsehserie, 1 Episode)
- 1966–1972: Verliebt in eine Hexe (Bewitched, Fernsehserie, 19 Episoden)
- 1968: Star!
- 1968: The Bamboo Saucer
- 1971: Big Jake
- 1972: Der Hund von Baskerville (The Hound of the Baskervilles, Fernsehfilm)
- 1972: Anna und der König von Siam (Anna and the King, Fernsehserie, 1 Folge)
- 1972, 1975: Columbo (Fernsehreihe, Episode 13: Alter schützt vor Torheit nicht; Episode 29: Traumschiff des Todes)
- 1975: Barnaby Jones (Fernsehserie, 1 Episode)
- 1977: Der tolle Käfer in der Rallye Monte Carlo (Herbie Goes to Monte Carlo)
- 1977: Bernard und Bianca – Die Mäusepolizei (The Rescuers, Stimme)
- 1977–1978: Tabitha (Fernsehserie, 2 Episoden)
- 1978: M*A*S*H (Fernsehserie, 1 Episode)
- 1981: Love Boat (The Love Boat, Fernsehserie, 1 Episode)
- 1982: Hart aber herzlich (Fernsehserie, Episode 4.03: Rien ne va plus)
- 1983: Knight Rider (Fernsehserie, 1 Episode)
- 1984: Simon & Simon (Fernsehserie, 1 Episode)
- 1985: Ein Colt für alle Fälle (The Fall Guy, Fernsehserie, 1 Episode)
- 1986: Trio mit vier Fäusten (Riptide, Fernsehserie, 1 Episode)
- 1986: Mord ist ihr Hobby (Murder, She Wrote, Fernsehserie, 1 Episode)
- 1988: Endlich wieder 18 (18 Again!)
- 1990: Bernard und Bianca im Känguruland (The Rescuers Down Under, Stimme)
- 1997: Titanic
- 1999: Die Mumie (The Mummy)
- 2001: Dharma & Greg (1 Episode)